# Lisva
Lisva (en rus: Лысьва) és una ciutat de Rússia, es troba al territori de Perm. El 2023 tenia 53.057 habitants. Es troba a la vora del riu Lisva, a 26 km al sud de Txussovoi, a 91 km a l'est de Perm i a 1.248 km a l'est de Moscou.

## Història
El primer assentament al lloc de l'actual ciutat fou una foneria creada el 1785. El 1902 arribà el ferrocarril a la vila, i finalment Lisva accedí a l'estatus de ciutat el 1926.